# Itajá (Rio Grande do Norte)
Itajá é um município brasileiro localizado no interior do estado do Rio Grande do Norte, situado na Região Nordeste do país. Encontra-se a 200 km da capital do estado, Natal.
Ocupa uma área de 203.624 quilômetros quadrados, sendo o octogésimo sétimo maior município potiguar em território. Sua população estimada no ano de 2022 era de 7.292 habitantes, segundo o Instituto Brasileiro de Geografia e Estatística, sendo então o 90.º mais populoso do estado.